# Ho Yeow Sun
Reverendo Ho Yeow Sun (n. 2 de junio de 1972), también conocida como Sun Ho, es una cantante de Singapur, ella profesa la religión cristiana evangélica y fue cofundadora de la iglesia City Harvest Church. Estudió en el Anglican High School y Victoria Junior College.
Sun comenzó a dedicarse como pastora evangélica en su iglesia, cuando ella tenía unos 20 años de edad, con su actual esposo, Kong Hee. Ambos asistián a la iglesia cristiana, conocido como City Harvest. Aparte de dedicarse al sacerdoció como pastora, tras cumplir sus treinta años de edad decidió hacer su sueño realidad. Su carrera comenzó como cantante en el 2002, incursionando en el género pop e interpretando temas musicales cantados en mandarín. Posteriormente trabajó con reconocidos productores y artistas como Wyclef Jean, Diane Warren, The Underdogs, David Foster y Carole Bayer Sager.
Aparte de dedicarse a la música, ha continuado sus servicios a la comunidad dentro de su iglesia. Ella fue nombrada Directora Ejecutiva de su iglesia, después de dos órdenes de suspensión en su contra en mayo del 2013 por el Comisionado de Caridades (COC).

## Actuaciones en televisión y raemisiones
Este es un resumen de sus actuaciones por televisión y radioemisiones efectuadas por Ho Yeow Sun.
- HONG KONG (4 August 2007)

Ho's performance at the Hong Kong Metro Music Awards was broadcast on TVB Jade Station.
- HONG KONG (1 July 2007)

Ho performed "live" at Hong Kong Chinese Pop Music Media Awards 2007 and broadcast nationwide.
- SINGAPORE (12 September 2004)

Ho performed "live" at the President's Star Charity that was broadcast nationwide.
- SINGAPORE (1 May 2004)

Ho's three-hour "Lonely Travel Concert 2004" was nationally broadcast as part of Channel U's May Day Celebration.
- SINGAPORE (11 April 2004)

Ho performed "live" at the National Kidney Foundation charity show that was broadcast nationwide.
- SHANGHAI, CHINA (27 March 2004)

Ho performed "live" at the Shanghai International Fashion Show that was broadcast nationwide.
- SHANGHAI, CHINA (10 March 2004)

Ho's three-hour "Lonely Travel Concert 2004" was broadcast on Shanghai Eastern TV.
- HUBEI, CHINA (2 March 2004)

Ho performed in a three-hour solo TV show on HTV.
- BEIJING, CHINA (27 February 2004)

Ho's made-for-TV special was broadcast nationwide on China's CCTV, the largest TV network in Asia.
- JAKARTA, INDONESIA (26 December 2003)

Ho's one-hour performance at the Jakarta Tennis Stadium was broadcast on Metro TV nationwide.
- GENTING HIGHLANDS, MALAYSIA (15 November 2003)

Ho's performance at the Malaysia Hit Award was broadcast nationwide on NTV 7.
- TAIPEI, TAIWAN (24 October 2003)

Ho's one-hour "Sun With Love II Concert" was broadcast nationwide and internationally on Dong Feng TV.
- SINGAPORE (6 September 2003)

Ho's performance at the Singapore Hit Awards was broadcast on MediaCorp Channel 8.
- HONG KONG (3 August 2003)

Ho's performance at the Hong Kong Metro Music Awards was broadcast on TVB Jade Station.